# Diogo Alexis Rodrigues Coelho
Diogo Alexis Rodrigues Coelho (sinh ngày 14 tháng 9 năm 1993) là một cầu thủ bóng đá người Bồ Đào Nha thi đấu ở vị trí hậu vệ cho C.D. Nacional.

## Sự nghiệp bóng đá
Vào ngày 9 tháng 1 năm 2013, Coelho có màn ra mắt cho Nacional trong trận đấu tại Cúp Liên đoàn bóng đá Bồ Đào Nha 2012–13 trước Estoril Praia.